# Круглик (Лутугинский район)
Круглик (укр. Круглик) — село в Лутугинском районе Луганской области Украины. Под контролем самопровозглашённой Луганской Народной Республики. Входит в Ореховский сельский совет.

## География
Село расположено у истока реки Сухой (приток Ольховой, бассейн Северского Донца). Соседние населённые пункты: посёлки Лесное (ниже по течению Сухой) на северо-востоке, Успенка на севере, Мирное на северо-западе, сёла Новобулаховка и посёлок Малониколаевка на западе, сёла Червоная Поляна на юге, Ореховка на юго-востоке, Шёлковая Протока на востоке.
В Луганской области также имеется одноимённый населённый пункт Круглик в Перевальском районе.

## Население
Население по переписи 2001 года составляло 660 человек.

## Общие сведения
Почтовый индекс — 92042. Телефонный код — 6436. Занимает площадь 4,473 км².

## Местный совет
92040, Луганская обл., Лутугинский р-н, с. Ореховка, ул. Ленина, д. 294; тел. 98-5-36